# Sidney Dean Townley
Sidney Dean Townley (10 de abril de 1867 – 18 de marzo de 1946) fue un astrónomo y geodesta estadounidense.

## Semblanza
Townley nació en Waukesha (Wisconsin), hijo del reverendo Robert Townley y de su mujer Mary Wilkinson. Después del equivalente de una educación de instituto,  obtuvo un trabajo como empleado en el banco local de la ciudad. Un año y un medio más tarde ingresó en la Universidad de Wisconsin–Madison. Se graduó cuatro años más tarde con distinciónes, siendo nombrado miembro de Phi Beta Kappa.
Durante su segundo año en la universidad siguió un curso en astronomía. También pudo disponer de una habitación en el Observatorio Washburn para trabajar por las noches como ayudante.
En su segundo año como estudiante de posgrado obtuvo una dotación Hearst para trabajar en elObservatorio Lick, donde llegó en 1892. En 1893, sin embargo, los fondos fueron reasignados a una expedición para observar un eclipse en Chile, por lo que se canceló su puesto.
Pasó a ser instructor de astronomía, primero en la Universidad de Míchigan, y después en la Universidad de California. Desde 1893 hasta 1898 trabajó en el Observatorio de Detroit, donde estudió cometas y estrellas variables.
En 1897 obtuvo su doctorado por la Universidad de Míchigan, con una tesis sobre la "Órbita de Psyche". En 1898 viajó a través de Alemania, visitando observatorios importantes en Berlín, Leipzig, y Múnich. Después de su regreso comenzó a enseñar en la Universidad de California, Berkeley, pasando a dirigir la Estación de Latitud Internacional en Ukiah, California. En este puesto desarrolló su interés por la geodesia, particularmente por la sismología.
Townley perteneció a la Sociedad Astronómica del Pacífico, siendo su presidente en 1916 y actuando como director y miembro del comité de publicaciones. También se unió a la Sociedad Sismológica, en la que sirvió en distintos períodos como presidente, secretario-tesorero, y editor de la revista de la sociedad.
En 1911empezó a trabajar como profesor ayudante en la Universidad de Stanford. En poco tiempo se convirtió en profesor titular,  puesto que conservó hasta su jubilación en 1932,  ejerciendo a continuación como profesor emérito. Hacia el final de su vida sufrió problemas físicos de movilidad, aunque conservó sus capacidades mentales. Murió en Stanford, California.
Durante su carrera publicó cerca de 100 artículos académicos, y editó las contribuciones de muchos otros. Fue ampliamente reconocido por su capacidad en el campo editorial.

## Publicaciones
- Sidney Dean Townley and Maxwell Wilford Allen, "Descriptive catalogue of earthquakes of the Pacific Coast of the United States, 1769 to 1928", 1939, Bulletin of the Seismological Society of America, 29.
- Sidney Dean Townley, Annie Jump Cannon, and Leon Campbell, "Harvard catalogue of long period variable stars", 1928, The Observatory, Cambridge, Mass.

## Eponimia
- El cráter lunar Townley lleva este nombre en su memoria.[2]